# Basufan
Basufan (tiếng Ả Rập: باصوفان) (đôi khi đánh vần là Bassoûfâne, Bassoufane, Bosoufane, Bāşūfān) là một ngôi làng cổ nằm ở phía tây bắc Syria. Theo Cục Thống kê Trung ương Syria (CBS), nó có dân số 901 trong cuộc điều tra dân số năm 2004.
Ngôi làng đáng chú ý là nơi tọa lạc của một nhà thờ thế kỷ thứ năm dành riêng cho Saint Phocas.

## Vị trí
Ngôi làng Basufan nằm ở tỉnh Aleppo, cách thành phố Aleppo khoảng 30 km về phía tây bắc. Nó được xây dựng ở độ cao 632 mét, và nằm ở phía đông của núi Simeon.

## Mô tả
Ngôi làng có nhiều dấu tích của khu định cư Byzantine -era có niên đại từ thế kỷ thứ năm đến thế kỷ thứ bảy. Howard Crosby Butler, vào năm 1905, đứng đầu một cuộc thám hiểm khảo cổ từ Đại học Princeton của Mỹ, đã đề cập đến một nghĩa trang Hồi giáo lớn nằm xung quanh nhà thờ cổ. Ông cũng đề cập đến việc tìm thấy hài cốt của một nhà thờ khác, cũ hơn và bị phá hủy hoàn toàn. Nhà thờ dành riêng cho Saint Phocas có lẽ là một phần của khu phức hợp tu viện. Cùng năm đó, Gertrude Bell đã qua Basufan và thấy ngôi làng chủ yếu có người Kurd, những người thuê nhà của họ trong những tháng hè nóng nực cho các Kitô hữu và người Do Thái ở Aleppo đi nghỉ.

## Nhà thờ thánh Phocas
Nhà thờ Thánh Phocas, hiện đang bị hủy hoại, là một vương cung thánh đường với ba hoa tiêu được ngăn cách bởi các cột. Theo một dòng chữ trên bức tường phía nam, tòa nhà được dành riêng cho Saint Phocas và được dựng lên vào năm 491-492.
Gian giữa dài 24 mét và rộng 15,4. Các vòm của gian giữa nằm trên các cột, trong khi các bức tường bên ngoài được gia cố bởi những người hành hương. Về phía đông, chevet bao gồm hai đỉnh hình chữ nhật đóng khung một apse trung tâm hình bán nguyệt. Hai đỉnh hình chữ nhật được nối với các lối đi bên, và phòng phía nam cũng được mở ra cho nhà thờ trung tâm, phục vụ như một vị tử đạo. Tòa nhà mang một nét tương đồng với nhà thờ Qal'at Sem'an  có thể là kết quả của việc bắt chước kiến trúc sau này. Lối vào gian giữa được thông qua một cánh cửa ở giữa mặt tiền phía nam, và lối vào thứ hai nằm ở đầu hồi phía tây.

## Ảnh của Gertrude Bell

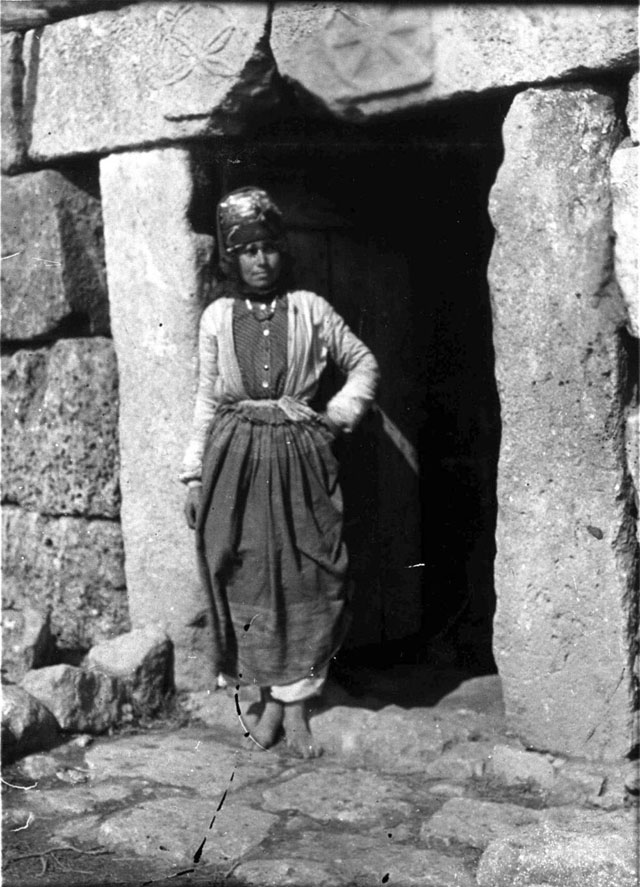
Cô gái người Kurd đứng ở ngưỡng cửa.
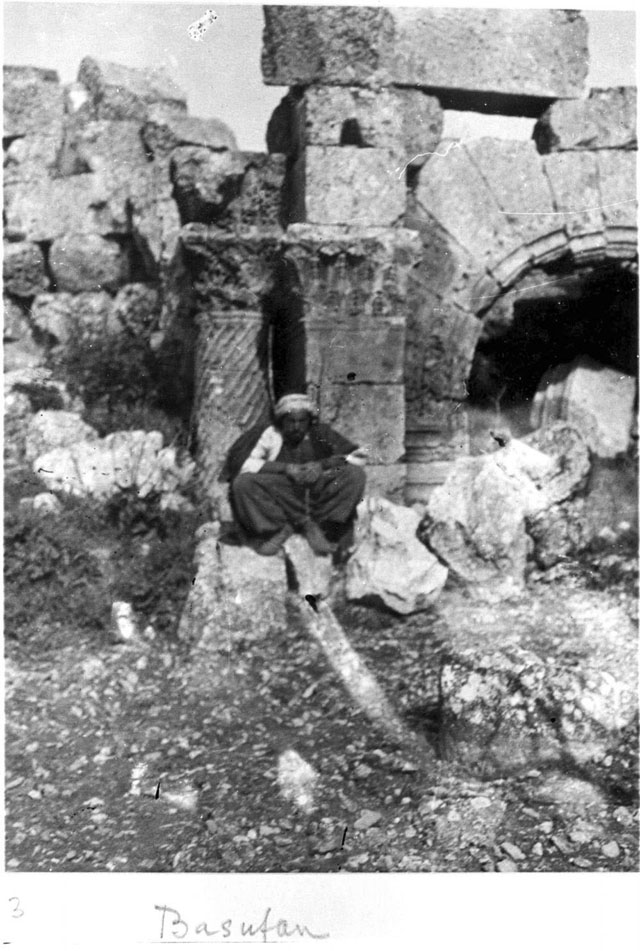
Người đàn ông người Kurd ở phía trước nhà thờ Cột xoắn, thủ đô Corinth.
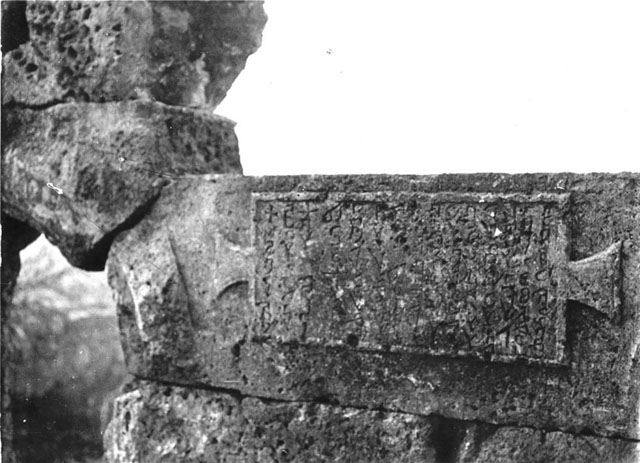
Dòng chữ bằng tiếng Syriac.